# Batalhão de Caçadores 1929

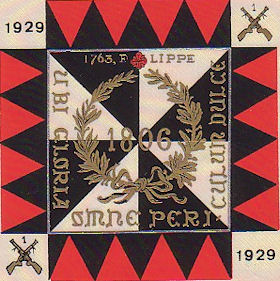
Estandarte do BCAÇ.1929

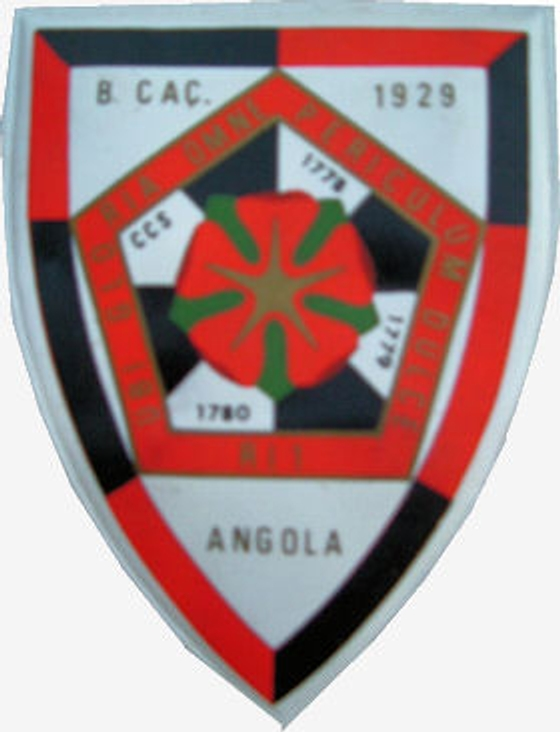
Brasão de Armas do BCAÇ.1929

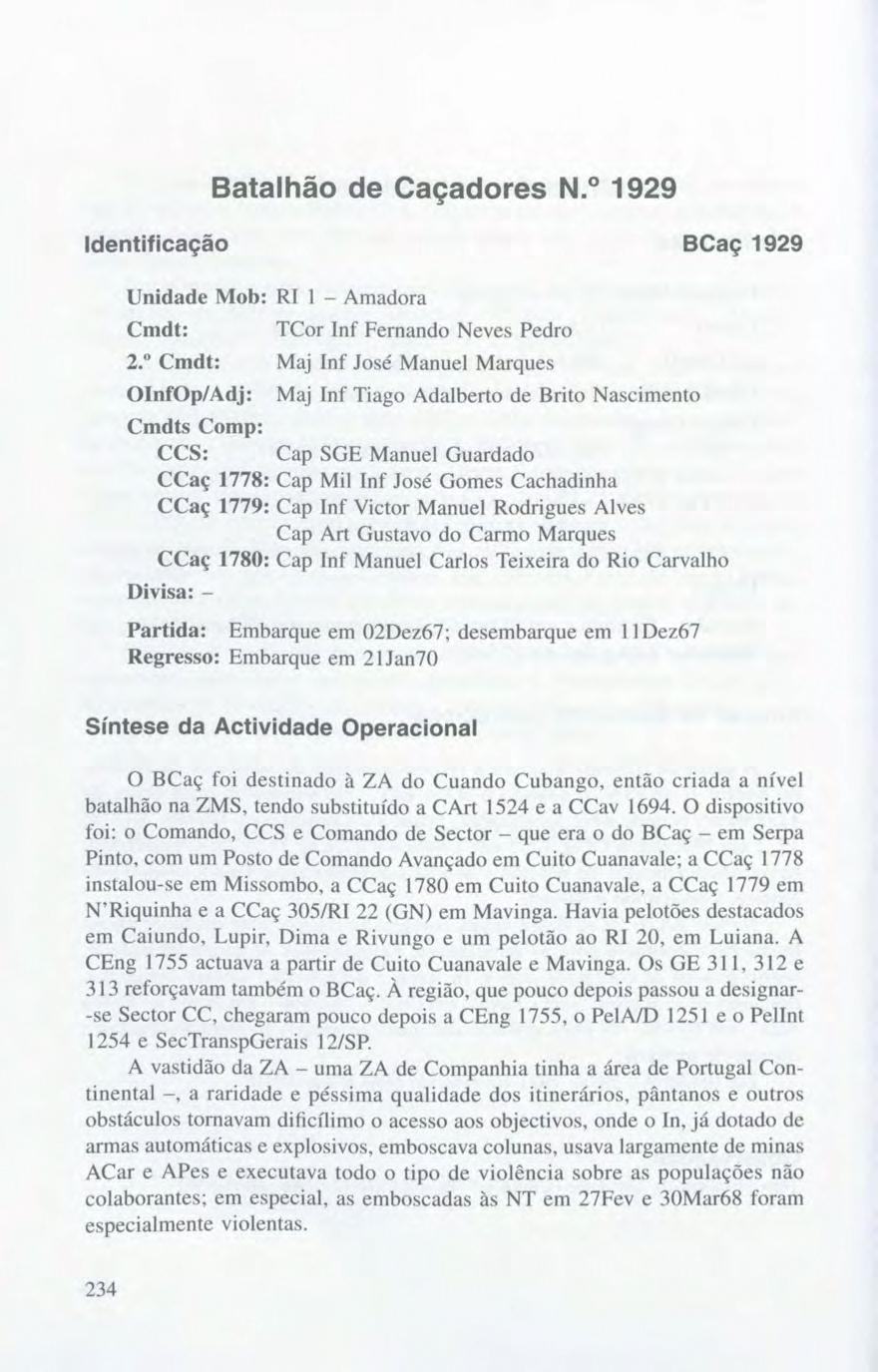
Ficha da Unidade, Resenha Historico-Militar das Campanhas de Africa (1961-1974) ,Volume 7 - Tomo I Angola p. 234

O Batalhão de Caçadores 1929 era composto pelas Companhias CCS 1778, 1779 e 1780.
Partiu de Lisboa no dia 2 de Dezembro de 1967 em direcção a Angola, regressando a 21 de Janeiro de 1970.
Após a chegada, a CCS formou sede em Serpa Pinto (Menongue); a CCS 1778 ficou responsável pela zona que vai do Cuchi ao Longa e do Caiundo às nascentes dos rios Cuelei e Cuvelai, ficando o aquartelamento no Missombo, a CCS 1779, "Os lenços Negros", fixou-se na N'Riquinha, abrangendo todas as zonas até ao Dirico e fronteiras com o Sudoeste Africano (Namibía), passando pelo Samajuto, Rivungo, Luiana, etc.. A CCS 1780 fixou-se no Cuito Cuanavale, mas abrangendo a zona de acção desde o Rio Quiriri a Oeste, até ao rio Longa a Leste e desde o rio Quemboa Norte, até ao Rito e Xamavera a Sul.
Operações: "Recepção", "Milho Verde", "Emboscada 24Abr68", "3Zis", "Diamante", "Concentração", "Exploração", "Buraco", "Encontro", "Pega", "Lobo", "Vampiro" e "Pega" I/H.